# Saint-Jean-de-Bournay
Saint-Jean-de-Bournay település Franciaországban, Isère megyében. Lakosainak száma 4762 fő (2022. január 1.). Saint-Jean-de-Bournay Villeneuve-de-Marc, Artas, Charantonnay, Châtonnay, Lieudieu, Meyrieu-les-Étangs és Royas községekkel határos.

## Népesség
A település népessége az elmúlt években az alábbi módon változott:
| Lakosok száma | 3174 | 3651 | 3764 | 4188 | 4525 | 4622 | 4594 | 4590 | 4655 | 4762 |
|               | 1968 | 1982 | 1990 | 2006 | 2013 | 2015 | 2017 | 2019 | 2020 | 2022 |